# Ludwig Friedrich Kämtz
Ludwig Friedrich Kämtz (ur. 11 stycznia 1801 w Trzebiatowie, zm. 20 grudnia 1867 w Petersburgu) – niemiecki fizyk i meteorolog, profesor, uznawany za jednego z twórców nowoczesnej meteorologii.

## Życiorys
Ludwig Friedrich Kämtz był synem mistrza tkackiego Martina Philippa Kämtza i jego żony Dorothei Louisy Bleidorn, pochodzącej z rodziny kupieckiej. Kämtz uczęszczał do szkoły miejskiej w Trzebiatowie. Na wniosek dyrektora Lorentza w 1814 roku kontynuował naukę we Friedrich-Wilhelm-Gymnasium w Berlinie. W szkole tej za sprawą swojego nauczyciela Friedricha Wilhelma Jungiusa zainteresował się fizyką atmosfery.
W latach 1817–1819 uczęszczał do słynnej szkoły (założonej przez Augusta Hermanna Frankego w Halle. Następnie w mieście tym zaczął studiować prawo i filozofię na uniwersytecie. Uczęszczał także na zajęcia z historii filozofii, języków starożytnych oraz matematyki. W 1822 roku obronił pracę magisterską z matematyki. W roku 1824 habilitował się na podstawie pracy o teorii korpuskularnej Newtona i teorii fal u Augustina Jeana Fresnela.
W 1826 roku prowadził wykłady z meteorologii i pola magnetycznego Ziemi. W 1827 roku został profesorem nadzwyczajnym, a w 1834 roku profesorem zwyczajnym na uniwersytecie w Halle. Jego pierwszy podręcznik meteorologii (niem. "Lehrbuch der Meteorologie"), wydany w 1831 roku, stał się podstawową pozycją dotyczącą badania zjawisk pogodowych. W 1832 roku prowadził badania w Alpach nad lodowcami. Jego podręcznik fizyki eksperymentalnej, opublikowany w 1840 roku, stał się oficjalnym materiałem dydaktycznym na pruskich uniwersytetach. W tym samym roku zasugerował także zastąpienie terminu Cumulustratus (według klasyfikacji chmur Luke'a Howarda) na Stratocumulus, który to termin pozostaje wciąż w użyciu.
W roku 1842 objął stanowisko nauczyciela fizyki teoretycznej i praktycznej na Uniwersytecie w Dorpacie. Zajmował się w tym czasie szczególnie kwestią ziemskiego pola magnetycznego na terenach Europy Północnej i Rosji. W 1849 roku otrzymał rosyjskie szlachectwo.
W 1865 roku wyznaczono go na następcę Adolfa Theodora Kupffera jako członka Petersburskiej Akademii Nauk. W tym samym czasie został członkiem rady państwa i dyrektorem Centralnego Obserwatorium Fizycznego w Petersburgu, której działalność ukierunkował na badania meteorologiczne.

## Rodzina
Ludwig Friedrich Kämtz ożenił się w 1834 roku z Emilie Lorentz (1815–1843). W 1844 roku ożenił się po raz drugi z Emilie von Hoyningen, będącą córką inflanckiego ziemianina. Jego córka, Constanze, wyszła za mąż za niemieckiego językoznawcę, Bertholda Delbrücka.

## Prace
- Untersuchungen über die Expansivkraft der Dämpfe. Hemmerde und Schwetschke, Halle 1826, (Digitalisat)
- Lehrbuch der Meteorologie. Gebauer, Halle, Band 1:1831; band 2: 1832 (Digitalisat); Band 3: 1836
- Lehrbuch der Experimentalphysik, Halle 1842